# 亞太營運中心
亞太營運中心（英語：Asia-Pacific Regional Operations Center）是中華民國政府於1990年代推動的經濟政策，以發展台灣成為亞太地區的經濟樞紐為目標。所謂的「營運中心」是指六項專業中心，包括製造中心、海運轉運中心、航空轉運中心、金融中心、電信中心和媒體中心。
亞太營運中心概念最早是由日本經濟學家大前研一在1993年間提出，時任經濟部部長蕭萬長採納了這個想法，並將「推動台灣成為亞太營運中心」做為接下來幾年李登輝政府的經濟政策主軸與口號。原本政策上制定推動的時程分為三階段，第一階段為1995年至1997年，第二階段為1997年至2000年，第三階段則從2000年開始；三階段的目標分別是改善台灣經濟體質、調整經濟結構，並在2000年成為亞太營運中心後繼續鞏固這個地位。但由於之後的2000年中華民國總統選舉和國際情勢的變化，該計劃的推動並未如預期中順利。
2000年陳水扁政府執政後，擱置亞太營運中心計畫，改為推動建設台灣成為「綠色矽島」，因此亞太營運中心計畫在2000年後就不再是中華民國經濟政策的主軸，但綠色矽島關鍵的兩兆雙星政策最終並未獲得成功。2016年蔡英文政府執政後，改推動台灣做亞洲·矽谷計畫。

## 批評意見
前民主進步黨立法委員林濁水表示，亞太營運中心的可行性本來就不高，不過是時任中華民國總統李登輝執政時期所宣傳的經濟神話。1990年代，李登輝想讓台灣成為亞太營運中心，但在中國大陸發展經濟的阻擾之下，造成政策空轉十年；而且中華人民共和國政府很早就不願意配合亞太營運中心計畫，2000年後中國大陸又廣建深水港、造成鄰近地區的深水港嚴重供過於求，因此亞太營運中心早就注定失敗。另外，他也表示在2008年大三通後，由於協議內容不當，限制權宜輪直航（過去兩岸為了規避統獨問題延伸的法律問題，因此海運直航全部採用權宜輪），使得多數台資船舶無法航行至中國大陸、而非兩岸資本船舶則全部被排除直航，故台灣離海運轉運中心又更遠了。
在空運中心方面，馬英九當選總統後，計畫將臺北松山機場打造成東北亞的區域轉運樞紐，但《經濟日報》曾經以社論指出馬英九繼續發展松山機場是錯誤政策，因為這不會增加多少方便性，但會分散鄰近的桃園機場的航班、客源及建設經費（桃園機場是台灣唯一有機會發展成國際轉運中心的機場），弱化桃園機場的服務能力，讓台灣離航空轉運中心更遠。

## 高雄亞太營運中心
高雄亞太營運中心同為吳敦義為競選高雄市市長所推出的計畫，預計將高雄打造成亞太的海運及製造中心。
2011年，中國國民黨立法委員黃昭順曾質疑吳敦義之前擔任高雄市市長時，曾經承諾選民要遷移205兵工廠、實現高雄亞太營運中心、旗津跨海大橋等政見。如今看來都沒有落實。當下吳敦義脫口回應：「那不是承諾，是我的夢」。民進黨因此要求吳敦義回去讀夢的解析以便區分「什麼是夢、什麼是承諾。」